# Glory and Gore
"Glory and Gore" – utwór nowozelandzkiej piosenkarki Lorde. Utwór wydany został 11 marca 2014 roku przez wytwórnię płytową Republic Records jako piąty singel z debiutanckiego albumu studyjnego, zatytułowanej Pure Heroine. Tekst utworu został napisany przez Lorde i Joel'a Little, który zajął się też jego produkcją. „Glory and Gore” to electropopy utwór z elementami chillwave i hip-hopu. Utwór mówi o fascynacji współczesnego społeczeństwa przemocą i kulturą celebrytów. Singel spotkał się z mieszanym przyjęciem ze strony krytyków i dotarł do 68. miejsca na liście przebojów Hot 100 i 9. miejsca na liście Hot Rock Songs.

## Pozycje na listach przebojów
| Kraj              | Lista (2013-14)                    | Pozycja |
| ----------------- | ---------------------------------- | ------- |
| Australia         | Top 50 Singles                     | 100     |
| Kanada            | Hot Digital Songs                  | 75      |
| Nowa Zelandia     | Top 20 New Zealand Artists Singles | 17      |
| Stany Zjednoczone | Hot 100                            | 67      |
| Stany Zjednoczone | Hot Rock Songs                     | 9       |